# Welton (Lincolnshire)
Welton es una localidad situada en el condado de Lincolnshire, en Inglaterra (Reino Unido). Tiene una población estimada, a mediados de 2020, de 4509 habitantes.
Se encuentra ubicada al noreste de la región Midlands del Este, cerca de la frontera con la región de Yorkshire y Humber, de la ciudad de Lincoln, del estuario del río Humber y de la costa del mar del Norte.